# Ustronie (Lubin)
Ustronie IV – osiedle w Lubinie, położone w zachodniej części miasta. Wybudowane w latach 80. XX wieku. Ustronie IV graniczy od południa (ul. Jana Pawła II) z os. Wyżykowskiego (zwanym również Ustroniem III) oraz od wschodu (ul. Hutniczą) ze Starym Lubinem.

## Ulice
Nazwy ulic na Ustroniu w większości pochodzą od nazwisk polskich poetów. Są to:
- C. K. Norwida
- J. Tuwima
- A. Fredry
- E. Orzeszkowej
- M. Konopnickiej
- Jana Pawła II (część)
- Hutnicza (część)
- Kamienna
- Miedziana
- W. Reymonta
- A. Asnyka
- S. Żeromskiego
- M. Pawlikowskiej-Jasnorzewskiej
- J. Iwaszkiewicza
- J. Słowackiego
- Polna
- S. Kisielewskiego

## Zieleń
W zachodniej części osiedla, między ul. Jana Pawła II i M. Pawlikowskiej-Jasnorzewskiej położony jest park im. Jana Pawła II. Na jego terenie znajduje się kilka placów zabaw dla dzieci, siłownia plenerowa, pomnik Jana Pawła II oraz urozmaicona, młoda roślinność. Jego usytuowanie sprawia, że jest on często odwiedzany przez mieszkańców osiedla.

## Edukacja
Na terenie znajdują się następujące placówki edukacyjne:
- Szkoła Podstawowa nr 14 im. gen. broni Stanisława Maczka – ul. Norwida 10[3]
- Przedszkole miejskie nr. 5 – ul. Orzeszkowej 11[4]Park im. Jana Pawła II z lotu ptaka.

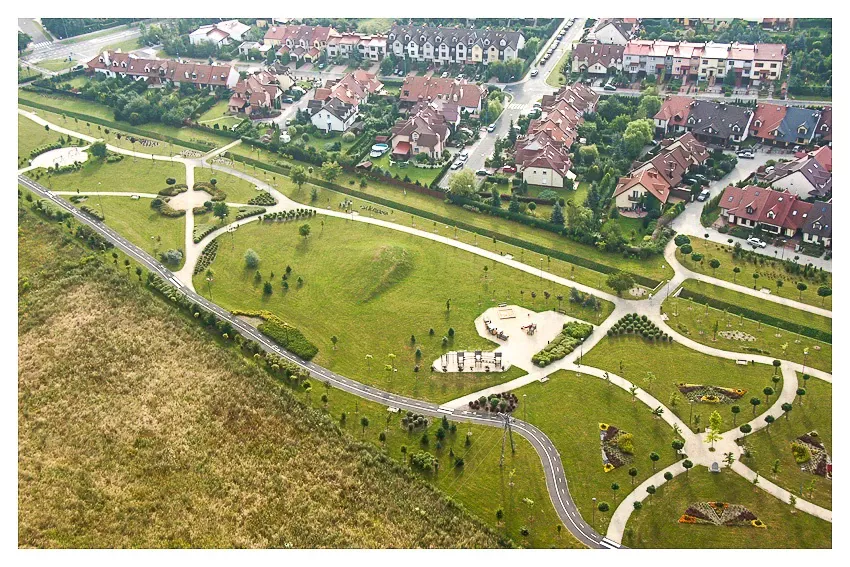
Park im. Jana Pawła II z lotu ptaka.

Dawniej, przed zlikwidowaniem gimnazjów, przy ul. Konopnickiej 10 mieściło się Gimnazjum nr. 4 im. Jana Pawła II.

## Handel
Na Ustroniu znajduje się wiele osiedlowych sklepów oraz mini-marketów ułatwiających mieszkańcom dostęp do najpotrzebniejszych rzeczy. Niektóre z nich to:
- Żabka – ul. Polna 2a[6], ul. Kamienna 2[6], ul. Kamienna 68a[6]
- Społem „Polka” – ul. Norwida 41[7][8]
- Lewiatan – ul. Tuwima 4[9]
- Groszek – ul. Kamienna 32a[10][11]

## Komunikacja
Komunikacje z resztą Lubina oraz okolicznymi wsiami zapewniają darmowe autobusy komunikacji miejskiej w Lubinie. Przystanki na terenie osiedla to: USTRONIE, Jana Pawła II – Gwarków, Hutnicza – Kościół (na żądanie). Oto połączenia z osiedla:
- 0: Małomicka Las – Osiedle Krzeczyn (w wybranych godzinach zajeżdża do pętli USTRONIE)
- 1: Szklary Górne / Obora / Ustronie – Sportowa
- 3A / 3B: Cmentarz Zacisze / Ustronie – Przylesie – Ustronie
- 4: Cmentarz Zacisze / Ustronie – Przylesie / Osiek św. Katarzyny / Osiek Działki / Kłopotów
- 7: Obora / Ustronie – Sportowa
- 104: Cmentarz Zacisze / Ustronie – Buczynka Wieś

## Religia
Na terenie osiedla, przy pl. Św. Barbary 1 mieści się kościół rzymskokatolicki pw. św. Barbary.